# Anostomus longus
Anostomus longus är en fiskart som beskrevs av Géry, 1961. Anostomus longus ingår i släktet Anostomus och familjen Anostomidae. Inga underarter finns listade i Catalogue of Life.